# Национальный университет театра и кино «И. Л. Караджале»
Национальный университет театра и кино «И. Л. Караджале» (рум. Universității Naționale de Artă Teatrală și Cinematografică „I.L. Caragiale“) — государственное высшее учебное заведение в столице Румынии — Бухаресте, один из самых популярных университетов Румынии, который готовит специалистов театрального и киноискусства.

## История
Первый театральный факультет в Румынии начал свою деятельность в 1834 году при филармонической школе.
Факультет режиссуры был открыт в 1948 году при Румынском художественном институте (1948—1950) и стал центром высшего образования в области искусства Румынии.
В 1950 году были основаны Институт кино и Театральный институт им. И. Л. Караджале (названного в честь классика румынской драматургии Иона Луки Караджале).
В 1954 году два учебных заведения были объединены в Институт театра и кино «И. Л. Караджале» (IATC). Институт под этим названием функционировал до 1990 года, после чего стал Академией Театра и Кино (АТФ).
В 1998 году Академия театра и кино была реорганизована в Университет театра и кино «И. Л. Караджале» (УАТК).
С 2001 года известен под своим нынешним названием — Национальный университет театра и кино «И. Л. Караджале» (UNATC).

## Структура
В составе университета два факультета: театральный и кинематографический.
Осуществляется подготовка специалистов по 10 направлениям в рамках первого цикла обучения (3 года), по 16 специальностям в рамках второго цикла обучения (мастер-классы — 2 года) и докторской программы, в широком диапазоне дисциплин: от актерского мастерства и педагогики искусства театра и кино, театральной и киносценографии, хореографии, кукольного театра и марионеток, до изучения искусства театра, управления культурным развитием, фотоискусства, мультимедиа, монтажа, звукорежиссуры, дизайна, драматургии, аудиовизуальной коммуникации и много другого.
UNATC на протяжении многих лет готовит талантливых выпускников, которые внесли значительный вклад в национальную и мировую культуру. В то же время академия является исследовательской лабораторией, благодатной почвой для экспериментов и инноваций, для поиска и развития талантливой молодёжи. 